# Revolta bulgară din aprilie 1876
Revolta Bulgară din 1876 (bulgară Априлско въстание) a fost o insurecție organizată de bulgari în Imperiul Otoman din aprilie până în mai 1876, care în mod indirect a dus la restabilirea Bulgariei ca națiune autonomă în 1878. În timpul revoltei un număr estimat de aproximativ o mie de musulmani au fost uciși. A fost înăbușită cu brutalitate de către Armata Imperiului Otoman și de către unitățile de bașbuzuci, provocând indignare în Europa și în Statele Unite, mulți intelectuali faimoși condamnând Imperiul Otoman pentru atrocitățile și asuprirea la care era supusă populația bulgară.
Revolta din 1876 a implicat doar acele părți ale teritoriilor otomane populate în principal de bulgari. Apariția unor sentimente naționale bulgare a fost strâns legată de restabilirea independenței Bisericii Ortodoxe Bulgare în 1870. Împreună cu noțiunea de „naționalism romantic” creșterea conștiinței naționale a devenit cunoscută ca Renașterea Națională a Bulgariei.

## Vezi și
- Sub jug (1888), roman istoric de Ivan Vazov